# Mistrzostwa Ameryki U-20 w koszykówce kobiet
Mistrzostwa Ameryki U-18 w koszykówce kobiet – turniej koszykarski organizowany przez FIBA, rozgrywany od 2002 do 2006. W 2002 zawody były rozgrywane do lat 21, natomiast w 2006  w kategorii do lat 20.

## Medalistki
| Rok  | Lokalizacja    | Zoto              | Srebro   | Brąz      | 4. miejsce |
| ---- | -------------- | ----------------- | -------- | --------- | ---------- |
| 2002 | Ribeirão Preto | Stany Zjednoczone | Brazylia | Argentyna | Portoryko  |
| 2006 | Meksyk         | Stany Zjednoczone | Brazylia | Kanada    | Portoryko  |

## Szczegóły występów
| Zespół            | 2002 | 2006 | Razem |
| Argentyna         | 3    | -    | 1     |
| Bahamy            | -    | 6    | 1     |
| Brazylia          | 2    | 2    | 2     |
| Kanada            | 5    | 3    | 2     |
| Kostaryka         | 7    | -    | 1     |
| Meksyk            | -    | 5    | 1     |
| Portoryko         | 4    | 4    | 2     |
| Stany Zjednoczone | 1    | 1    | 2     |
| Wenezuela         | 6    | -    | 1     |